# Lijst van schilderijen in het Rijksmuseum Amsterdam/Jn-Jz
Lijst van schilderijen in het Rijksmuseum Amsterdam met werken van schilders van wie de achternaam begint met de letters Jn t/m Jz. Vermeldingen in het grijs geven aan dat het werk geen deel meer uitmaakt van de collectie van het Rijksmuseum, bijvoorbeeld omdat het in bruikleen gegeven is aan een andere instelling of omdat het teruggegeven is aan de bruikleengever.
| Inventarisnummer | Toeschrijving                  | Titel                                                                                               | Datering      | Afbeelding |
| ---------------- | ------------------------------ | --------------------------------------------------------------------------------------------------- | ------------- | ---------- |
| SK-C-908         | Trant van Jan Joest van Calcar | Fragment met de transfiguratie van Christus                                                         | Ca. 1515-1520 |            |
| SK-A-2596        | Trant van Jan Joest van Calcar | Fragment met de transfiguratie van Christus                                                         | Ca. 1515-1520 |            |
| SK-A-3018        | Augustus John                  | Man met pijp                                                                                        | 1900-1924     |            |
| SK-A-3472        | Henri Jean Baptiste Jolly      | De minnebrief                                                                                       | 1844          |            |
| SK-A-4257        | Jurjen de Jong                 | Portret van J.D.B. Wilkens                                                                          | 1837          |            |
| SK-A-2842        | Claude de Jongh                | Landschap                                                                                           | 1633          |            |
| SK-A-1858        | Ludolf de Jongh                | De vossenjacht                                                                                      | 1650-1679     |            |
| SK-A-196         | Ludolf de Jongh                | Portretten van Jan van Nes en Aletta van Ravensberg                                                 | 1666          |            |
| SK-A-197         | Ludolf de Jongh                | Portretten van Jan van Nes en Aletta van Ravensberg                                                 | 1668          |            |
| SK-A-1056        | Jan Baptiste de Jonghe         | Marktdag in Kortrijk                                                                                | 1828          |            |
| SK-C-1610        | Johan Barthold Jongkind        | Riviergezicht in Frankrijk, mogelijk nabij Pontoise                                                 | 1855          |            |
| SK-A-4869        | Johan Barthold Jongkind        | Riviergezicht in Frankrijk, mogelijk nabij Pontoise                                                 | 1855          |            |
| SK-A-2300        | Johan Barthold Jongkind        | Molens bij Rotterdam                                                                                | 1857          |            |
| SK-A-4996        | Johan Barthold Jongkind        | Rue Nôtre-Dame in Parijs                                                                            | 1866          |            |
| SK-A-2924        | Johan Barthold Jongkind        | Overschie bij maneschijn                                                                            | 1871          |            |
| SK-C-1665        | Johan Barthold Jongkind        | Rue Adam Bellaud in Nevers                                                                          | 1874          |            |
| SK-A-3317        | Johan Barthold Jongkind        | Huizen aan een vaart bij Crooswijk                                                                  | 1874          |            |
| SK-A-2270        | Johan Barthold Jongkind        | Rotterdam bij maneschijn                                                                            | 1881          |            |
| SK-A-4092        | Jan Lodewijk Jonxis            | Het toilet                                                                                          | 1830-1850     |            |
| SK-C-439         | Jacob Jordaens                 | Het wonder van de stater in de bek van de vis                                                       | 1630-1635     |            |
| SK-A-601         | Jacob Jordaens                 | Marsyas door de muzen mishandeld                                                                    | 1630-1640     |            |
| SK-C-1744        | Jacob Jordaens                 | De ontmoeting van Odysseus en Nausicaa                                                              | Ca. 1630-1640 |            |
| SK-A-198         | Jacob Jordaens                 | Een sater                                                                                           | 1630-1645     |            |
| SK-A-4971        | Jacob Jordaens                 | Portret van Rogier Le Witer                                                                         | 1635          |            |
| SK-A-4972        | Jacob Jordaens                 | Portret van Catharina Behaghel                                                                      | 1635          |            |
| SK-A-4973        | Jacob Jordaens                 | Portret van Magdalena de Cuyper                                                                     | Ca. 1635-1636 |            |
| SK-C-1614        | Jacob Jordaens                 | De kruisdraging                                                                                     | 1657          |            |
| SK-A-4923        | Jacob Jordaens                 | De kruisdraging                                                                                     | 1657          |            |
| SK-A-4982        | Pieter de Josselin de Jong     | Portret van Pieter Stortenbeker                                                                     | 1884          |            |
| SK-A-1420        | Pieter de Josselin de Jong     | Portret van Willem III, koning der Nederlanden                                                      | 1887          |            |
| SK-A-2785        | Pieter de Josselin de Jong     | Portret van mevr. A.J. Zubli-Maschhaupt                                                             | 1887          |            |
| SK-A-4983        | Pieter de Josselin de Jong     | Portret van Johannes Anthonie Balthasar Stroebel                                                    | 1892          |            |
| SK-A-3809        | Pieter de Josselin de Jong     | Portret van Frederik s'Jacob Zie Portrettengalerij van de gouverneurs-generaal van Nederlands-Indië | 1895-1896     |            |
| SK-A-1881        | Auguste Jouve                  | Stilleven met bloemen                                                                               | 1870-1877     |            |